# Château de Murat
Lo Château de Murat (Castello di Murat) è un castello medievale francese.

## Localizzazione
Il castello è situato nel comune di Murat, nel dipartimento francese dell'Allier.

## Descrizione
Il castello è situato su un promontorio scosceso ed è protetto da sette torri, delle quali sei sono rotonde. L'entrata è sul lato orientale ed era accessibile attraverso un ponte levatoio.

## Storia
Murat era la sede di un castellano ducale dall'XI secolo, poi reale, del Bourbonnais. Nel XVIII secolo la sede fu però trasferita a Montmarault.
L'edificio fa parte dei Monumenti storici della Francia dal 1930.